# 天英院
近衛熙子（1666年4月30日（寬文6年3月26日）—1741年4月13日（寬保元年2月28日）），德川幕府第6代將軍德川家宣正室。父為近衛基熙，母親為後水尾天皇皇女品宮常子內親王。
1679年（延寶元年）嫁予德川綱豐，婚後曾誕下一子一女，皆先後夭折。30年後丈夫綱豐改名德川家宣，就任幕府第6代將軍，熙子進入江戶城大奧居住，並獲賜從三位。
1712年（正德2年），德川家宣去世，熙子落飾出家，院號天英院，獲賜從一位，通稱一位殿。她後來有效地利用先代將軍御台所這個身份，推薦德川吉宗繼任第8代將軍，理由是吉宗與家宣治國理念比較相近。
她曾佈施興建日蓮正宗總本山大石寺的山門，還有淨土宗明顯山祐天寺的鐘樓。
寬保元年二月二十八日（1741年4月13日），近衛熙子去世，享壽七十五歲。並和她的夫君六代將軍德川家宣合葬在東京增上寺。法名天英院殿從一位光譽和貞崇仁尊儀。

## 登場作品
小說
- 天英院（潮出版社、大塚雅春（日语：大塚雅春）著）

影視劇
- 繪島生島（日语：絵島生島#映画）（1955年、松竹、演：三宅邦子）
- 大奧（1968年、KTV、演：高野通子）
- 大奧秘物語（日语：大奥(秘)物語）（1967年、東映、演：星野美惠子）
- 男人的氣魄（日语：男は度胸）（1970年、NHK、演：東鄉晴子（日语：東郷晴子））
- 大奧戀物語（1971年、CX、演：木暮實千代）
- 繪島生島（日语：絵島生島#テレビドラマ）（1971年、TX、演：喜多川千鶴）
- 大奧（1983年、KTV、演：加賀真理子）
- 德川風雲錄 御三家的野望（日语：徳川風雲録 御三家の野望）（1986年、TX、演：岩井友見）
- 八代將軍吉宗（1995年、NHK大河劇、演：草笛光子）
- 炎之奉行 大岡越前守（日语：炎の奉行 大岡越前守）（1997年、TX、演：波乃久里子）
- 暴坊將軍（1998年、ANB、演：三浦布美子）
- 暴坊將軍（2001年、ANB、演：小林泉）
- 大奧（2006年、東映、ANB、演：高島禮子）
- 忠臣藏：瑤泉院的陰謀（日语：忠臣蔵 瑤泉院の陰謀）（2007年、TX、演：野村真美）
- 德川風雲錄：八代將軍吉宗（日语：徳川風雲録 八代将軍吉宗）（2008年、TX、演：南野陽子）
- 忠臣藏之戀（日语：四十八人目の忠臣#テレビドラマ）（2016年、NHK、演：川原亞矢子（日语：川原亜矢子））
- 大奥 最終章（日语：大奥 (フジテレビの時代劇)#2019年版『大奥 最終章』）（2019年、CX、演：鈴木保奈美）